# Iseltwald
Iseltwald is een gemeente en plaats in het Zwitserse kanton Bern, en maakt deel uit van het district Interlaken-Oberhasli.
Iseltwald telt 426 inwoners.